# Buenavista, Tumbalá
Buenavista är en ort i Mexiko.   Den ligger i kommunen Tumbalá och delstaten Chiapas, i den sydöstra delen av landet, 800 km öster om huvudstaden Mexico City. Buenavista ligger 1 592 meter över havet och antalet invånare är 117.
Terrängen runt Buenavista är kuperad åt sydväst, men åt nordost är den bergig. Buenavista ligger uppe på en höjd. Runt Buenavista är det ganska tätbefolkat, med 65 invånare per kvadratkilometer. Närmaste större samhälle är Yajalón, 13,9 km söder om Buenavista. I omgivningarna runt Buenavista växer i huvudsak städsegrön lövskog.